# 統一条約
統一条約（とういつじょうやく、ドイツ語: Einigungsvertrag）は、ドイツ連邦共和国（西ドイツ）とドイツ民主共和国（東ドイツ）との間における、ドイツ民主共和国を消滅させた上でドイツ連邦共和国に編入させることにより、ドイツを再統一させることを定めた条約。
正式名称は「Vertrag zwischen der Bundesrepublik Deutschland und der Deutschen Demokratischen Republik über die Herstellung der Einheit Deutschlands（仮訳：ドイツ連邦共和国とドイツ民主共和国との間のドイツ統一の樹立に関する条約）」。

## 概要
1989年の東欧革命・ベルリンの壁崩壊によって、東ドイツではドイツ社会主義統一党の一党独裁制が崩壊し、ドイツ再統一への動きが高まっていた。
東ドイツの最初で最後の自由選挙となった1990年4月の人民議会選挙では、早期の統一を主張する勢力が勝利し、1990年7月1日には東ドイツに西ドイツマルクが導入されていた。
7月2日、東西ドイツの間でドイツ再統一に関し、本条約の協議が開始された。この時のドイツ連邦共和国側の代表はヴォルフガング・ショイブレ、ドイツ民主共和国側はギュンター・クラウゼであった。8月31日に調印に至っている。
統一条約では、1990年10月3日（ドイツ統一の日）にドイツ民主共和国はドイツ連邦共和国に編入されることが定められた。つまり本条約の発効により、ドイツ民主共和国の各州はドイツ連邦共和国の州となることとされたのである。

## 規定
本条約には以下のような規定がある。
本条約を有効とするためには、占領国のドイツに関する権利を放棄することを定めたドイツ最終規定条約（2プラス4条約）の発効が必要であった。
本条約には同時に、編入される地域においてドイツ連邦共和国の法規範が適用されるという規定が盛り込まれている。ドイツ連邦共和国の法規範は、一部の例外を除いて、編入と同時に旧ドイツ民主共和国の領域においても効力を持つようになった。
従来のドイツ民主共和国の法は、基本的には編入の時点で失効することになった（例えば、民法や家族法など）。ただし例外的に個別の規定（埋葬法など）については、統一条約の規定により新しい連邦州の州法として存続させることとなった。その後、これらの規定の多くは新たな州法の制定により失効した。